# Allium intradarvazicum
Allium intradarvazicum — вид трав'янистих рослин родини амарилісові (Amaryllidaceae), ендемік Таджикистану.

## Опис
Цибулини стиснено-кулясті, рідко шириною більше 2 см, зовнішні оболонки сірувато-коричневі. Стеблина циліндрично-конічна, злегка гнучка, гладка, діаметром 4–5 мм, довжиною (15)25–40 см, яскраво-зелена з тьмяним нальотом, при основі з коричневим рум'янцем. Листків 1–2, вузько-ланцетні, 35–60 см завдовжки, 1–3(4.5) см завширшки, яскраво-зелені, при основі з коричневим рум'янцем, слабо блискучі через тьмяний наліт. Суцвіття помірно багатоквіткове, діаметром (1.5)2–4 см. Квітки вузько-воронкоподібні, з приємним солодким запахом. Листочки оцвітини до 1/3 довжини при основі об'єднані, вільна частина широко ланцетна, зовнішні вужчі (2 проти 3 мм) й спочатку дещо коротші, ≈ 12 (вільна частина 7–8) мм завдовжки, рожево-кармінові з вузькою зеленою серединною жилкою. Пиляки яйцювато-стрілеподібні, довжиною ≈ 1.5 мм, шириною ≈ 0.8 мм, жовті. Пилок жовтий. Коробочка трикутно-куляста, ≈ 6–7 мм діаметром, відкривається вузькими щілинами. Насіння 2–3(6) на комірку, довжиною 2–2.5 мм, шириною ≈ 1.5–2 мм, тьмяно-чорне.
Період цвітіння: травень.

## Поширення
Ендемік Таджикистану.
Гірський хребет Дарваз, відомий досі лише з долини Хумбова.